# Европско првенство у атлетици за јуниоре 2007 — 200 метара за јуниорке
Такмичење у трчању на 200 метара у женској конкуренцији на 19. Европском првенству у атлетици за јуниоре 2007. у Хенгело одржано је 19. и 21. јула 2007. на Fanny Blankers-Koen Stadion- у.
Титулу освојену у Каунасу 2005, није бранила Јулија Чермошанскаја из Русије јер је прешла у млађе сениоре.

## Земље учеснице
Учествовало је 25 такмичарке из 17 земаља.
1. Аустрија (1)
2. Бугарска (1)
3. Грчка (1)
4. Ирска (1)
5. Италија (2)
6. Кипар (1)
7. Литванија (1)
8. Немачка (2)
9. Пољска (2)
10. Румунија (1)
11. Србија (1)
12. Уједињено Краљевство (2)
13. Украјина (2)
14. Француска (3)
15. Холандија (1)
16. Чешка (1)
17. Шведска (2)

## Освајачи медаља
|                                   |                                |                          |
| Хајле Џонс · Уједињено Краљевство | Јелизавета Бризгина · Украјина | Ина Јефтимова · Бугарска |

## Рекорди
| Рекорди пре почетка Европског првенства 2007. | Рекорди пре почетка Европског првенства 2007. | Рекорди пре почетка Европског првенства 2007. | Рекорди пре почетка Европског првенства 2007. | Рекорди пре почетка Европског првенства 2007. | Рекорди пре почетка Европског првенства 2007. |
| --------------------------------------------- | --------------------------------------------- | --------------------------------------------- | --------------------------------------------- | --------------------------------------------- | --------------------------------------------- |
| Европски рекорд У-20                          | Наталија Бочина                               | Совјетски Савез                               | 22,19                                         | Москва, Совјетски Савез                       | 30. јул 1980.                                 |
| Рекорди европских првенстава У-20             | Бербел Екерт                                  | Источна Немачка                               | 22,85                                         | Дуизбург, Источна Немачка                     | 22. август 1973.                              |

## Сатница
| Датум   | Време | Коло          |
| ------- | ----- | ------------- |
| 20. јул | 14:20 | Квалификације |
| 21. јул | 14,55 | Полуфинале    |
| 21. јул | 18:20 | Финале        |

## Резултати
,

### Квалификације
Квалификације су одржане 20. јула 2007. године. Такмичарке су биле подељене у 4 група. У полуфинале су се пласирала прве 3 из сваке групе (КВ) и 4 на основу резултата (кв).
Почетак такмичења: група 1 у 14:20, група 2 у 14:26, група 3 у 14:32, група 4 у 14:38.
Ветар: група 1: +0,5 м/с, група 2: -0,3 м/с, група 3: +0,9 м/с, група 4: -0,1 м/с.
| Место | Групе | Стаза | Атлетичарка         | Земља                | ЛР    | ЛРС | Резултат | Белешка |
| ----- | ----- | ----- | ------------------- | -------------------- | ----- | --- | -------- | ------- |
| 1.    | 4     | 3     | Емили Годи          | Бугарска             |       |     | 23,53    | КВ, ЛР  |
| 2.    | 4     | 4     | Хајле Џонс          | Уједињено Краљевство |       |     | 23,57    | КВ, ЛР  |
| 3.    | 3     | 4     | Јелизавета Бризгина | Украјина             |       |     | 23,65    | КВ      |
| 4.    | 2     | 7     | Ина Јефтимова       | Бугарска             |       |     | 23,92    | КВ      |
| 5.    | 1     | 4     | Матилде Лаге        | Француска            |       |     | 24,19    | КВ      |
| 6.    | 3     | 2     | Жоли Бафлан         | Француска            |       |     | 24,19    | КВ      |
| 7.    | 1     | 6     | Јулијана Столе      | Немачка              |       |     | 24,20    | КВ      |
| 8.    | 3     | 6     | Андријана Фера      | Грчка                |       |     | 24,27    | КВ      |
| 9.    | 1     | 2     | Џој Дук             | Уједињено Краљевство |       |     | 24,31    | КВ      |
| 10.   | 4     | 6     | Ева Буршеро         | Аустрија             |       |     | 24,34    | КВ, ЛР  |
| 11.   | 4     | 5     | Ејми Фостер         | Ирска                |       |     | 24,40    | кв      |
| 12.   | 4     | 2     | Марија Густафсон    | Шведска              |       |     | 24,41    | кв, ЛР  |
| 13.   | 2     | 6     | Катержина Чехова    | Чешка                |       |     | 24,44    | КВ      |
| 14.   | 2     | 8     | Виолета Громкијевич | Пољска               |       |     | 24,54    | КВ      |
| 15.   | 4     | 7     | Валентина Палеца    | Италија              |       |     | 24,69    | кв      |
| 16.   | 3     | 7     | Елин Бакман         | Шведска              |       |     | 24,72    | кв      |
| 17.   | 3     | 5     | Изабел Галандер     | Немачка              |       |     | 24,82    |         |
| 18.   | 1     | 7     | Ана Ризикова        | Украјина             |       |     | 24,97    |         |
| 19.   | 2     | 5     | Наташа Лаћарачки    | Србија               |       |     | 25,00    |         |
| 20.   | 1     | 3     | Јесика Паолета      | Италија              |       |     | 25,36    |         |
| 21.   | 3     | 3     | Кадене Васел        | Холандија            |       |     | 25,49    |         |
| 22.   | 2     | 4     | Николета Игнатиоу   | Кипар                |       |     | 25,67    |         |
|       | 2     | 2     | Агне Шеркшњене      | Литванија            |       |     | НЗ       |         |
|       | 1     | 5     | Марика Попович      | Пољска               | 23,69 |     | НЗ       |         |
|       | 2     | 3     | Андреа Огразеану    | Румунија             |       |     | НС       |         |

### Полуфинале
Полуфинале се одржало 21. јула 2007. године. У полуфиналу су учествовале 16 такмичарки, подељене у 2 групе. У финале су се пласирале по 4 првопласиране из сваке групе (КВ).
Почетак такмичења: група 1 у 14:55, група 2 у 15:02.
Ветар: група 1: -1,6 м/с, група 2: +1.3 м/с.
| Пласман | Група | Стаза | Атлетичарка         | Земља                | Резултат | Белешка |
| ------- | ----- | ----- | ------------------- | -------------------- | -------- | ------- |
| 1.      | 2     | 4     | Јелизавета Бризгина | Украјина             | 23,47    | КВ, ЛР  |
| 2.      | 1     | 4     | Хајле Џонс          | Уједињено Краљевство | 23,59    | КВ      |
| 2.      | 1     | 5     | Емили Годи          | Француска            | 23,66    | КВ      |
| 4.      | 1     | 3     | Матилде Лаге        | Француска            | 23,81    | КВ      |
| 5.      | 2     | 5     | Ина Јефтимова       | Бугарска             | 23,83    | КВ      |
| 6.      | 2     | 3     | Јулијана Столе      | Немачка              | 24,00    | КВ      |
| 7.      | 1     | 8     | Андријана Фера      | Грчка                | 24,04    | КВ      |
| 8.      | 2     | 7     | Ева Буршер          | Аустрија             | 24,14    | КВ, ЛР  |
| 9.      | 1     | 6     | Катержина Чехова    | Чешка                | 24,25    |         |
| 10.     | 1     | 7     | Ејми Фостер         | Ирска                | 24,32    |         |
| 11.     | 2     | 1     | Џој Дук             | Уједињено Краљевство | 24,42    |         |
| 12.     | 2     | 2     | Марија Густафсон    | Шведска              | 24,49    |         |
| 13.     | 1     | 2     | Елин Бакман         | Шведска              | 24,57    |         |
| 14.     | 1     | 1     | Виолета Громкијевич | Пољска               | 24,71    |         |
| 15.     | 2     | 8     | Валентина Палеца    | Италија              | 25,05    |         |
|         | 2     | 6     | Жоли Бафлан         | Француска            | НС       |         |

### Финале
Финале је одржано 21. јула 2007. године.
Почетак такмичења: група 1 у 18:20.
Ветар: -0,2 м/с.
| Место | Стаза | Атлетичарка         | Земља                | Резултат | Белешка |
| ----- | ----- | ------------------- | -------------------- | -------- | ------- |
|       | 3     | Хајле Џонс          | Уједињено Краљевство | 23,37    | ЛР      |
|       | 6     | Јелизавета Бризгина | Украјина             | 23,66    |         |
|       | 4     | Ина Јефтимова       | Бугарска             | 23,78    |         |
| 4.    | 7     | Матилде Лаге        | Француска            | 23,96    |         |
| 5.    | 5     | Емили Годи          | Француска            | 24,04    |         |
| 6.    | 2     | Јулијана Столе      | Немачка              | 24,06    |         |
| 7.    | 8     | Ева Буршер          | Аустрија             | 24,23    |         |
| 8.    | 1     | Андријана Фера      | Грчка                | 24,45    |         |